# 羽ノ浦町古毛
羽ノ浦町古毛（はのうらちょうこもう）は、徳島県阿南市の大字。2010年10月1日現在の人口は259人、世帯数は104世帯。郵便番号は〒779-1109

## 地理
阿南市の北部に位置。南は東流する那賀川を境に中大野町、東は羽ノ浦町明見・羽ノ浦町岩脇、北は山地稜線で小松島市に接する。西は勝浦郡勝浦町にも近いが、隣接していない。
那賀川が山を離れる屈曲部を頂点として東へ広がる細長い三角形の農村地域。北部は標高100m前後の山地、南部は那賀川の堤防まで平地。

### 河川
- 那賀川

### 小字
- 大須賀
- 萱原
- 上須賀
- 車田
- 小須賀
- 小谷口
- 三百歩
- 下須賀
- 中須賀
- 覗石
- 古河内
- 細谷
- 前須賀

## 歴史
2006年（平成18年）3月20日に那賀郡羽ノ浦町が阿南市と合併し、阿南市羽ノ浦町古毛になる。

## 施設
- 武蔵神社
- 秋葉神社
- 大蔵神社
- 田村神社

## 交通

### 道路
都道府県道
- 徳島県道22号阿南勝浦線
- 徳島県道276号勝浦羽ノ浦線